# Райбэк
Райбэк Аллен Ривз (англ. Ryback Allen Reeves, при рождении Райан Аллен Ривз (англ. Ryan Allen Reeves); род. 10 ноября 1981, Лас-Вегас, Невада) — американский рестлер и ютубер, получивший известность по выступлениям в WWE под именем Райбэк.
После того, как Ривз попал в восьмёрку финалистов шоу WWE Tough Enough 4, он подписал контракт с World Wrestling Entertainment и выступал в региональных отделениях Deep South Wrestling, Ohio Valley Wrestling и Florida Championship Wrestling. В начале 2010 года принимал участие в первом сезоне NXT под именем Скип Шеффилд.

## Карьера в рестлинге

### Карьера в World Wrestling Entertainment

#### Florida Championship Wrestling и NXT (2008—2010)
16 декабря 2008 года, Ривз, под сценичным именем Райбэк, появился впервые на Florida Championship Wrestling, проиграв свой матч. Вскоре он создал команду вместе с Шеймусом для битвы за Командные пояса, но обе их попытки были неудачны. Пересмотрев свои неудачи, Райан создал новый образ-ковбоя Скипа Шеффилда, и дебютировал 25 октября в FCW, одержав победу над Джимми Уссо. 16 февраля 2010 года в ходе заключительного эпизода ECW, Шеффилд был объявлен одним из восьми борцов FCW, который будет принимать участие в первом сезоне нового WWE NXT шоу. Изначально его наставником был МВП, но позже он бы заменен Уильямом Ригалом. Дебютировал в NXT на 2 марта, в поединке двое на двое с Уильямом Ригалом против Мэтта Харди и Джастина Гэбриэля. 27 апреля Шеффилд одержал свою первую победу NXT, победив Даниэля Брайана. Однако, 11 мая, несмотря на победу над Дарреном Янгом, был ликвидирован вместе с Брайном и Майклом Тарвером.

### Nexus (2010—2011)
7-го июня на шоу RAW Шеффилд в числе других участников первого сезона NXT (Уэйд Барретт, Даррен Янг, Дэвид Отунга, Джастин Гэбриел, Майкл Тарвер, Хит Слейтер и Дэниел Брайан) вмешался в матч Джона Сины и СМ Панка, побив обоих рестлеров, комментаторов, а также сломав аппаратуру. 14-го июня новички потребовали контракты с RAW от Генерального менеджера — Брета Харта. Получив отказ, они избили его. Вскоре, Винс МакМэхон отругал и уволил Харта. Появился новый «анонимный» Генеральный менеджер, который раздал новичкам контракты и они стали называть себя «Nexus». Завязалась вражда между Нексусом и Джоном Синой. На одном из шоу RAW состоялся six-on-one handicap матч, в котором Нексус победили Сину. На ППВ SummerSlam 2010 Нексус проиграли команде Сины (Эдж, Крис Джерико, R-Truth, Джон Моррисон, Дэниел Брайан и Брет Харт) в seven-on-seven elimination tag team матче. Шеффилд устранил из борьбы Джона Моррисона и R-Truth, но сам был выбит третьим в составе Нексуса (Эджем).

### Возвращение в WWE (2012—2016)
Райбэк вернулся 6 Апреля на SmackDown! с новым гиммиком и в образе фейса, бился в гандикап-матче против Деррика Бэйтмена и Хита Слейтера. На PPV Extreme Rules (2012) бился в неравном поединке против Аарона Релика и Джея Хеттона и победил. На следующем PPV Over the Limit (2012) победил Камачо. На No Way Out (2012) победил Дина Дэлени и Роба Граймса. 3 июля на The Great American Bash эпизоде от SmackDown!, победил Курта Хоукинса. На следующем выпуске от SmackDown! победил Тайлера Рекса. На PPV Money in the Bank Райбэк победил Курта Хоукинса и Тайлера Рекса. Затем начал фьюд против Джиндера Махала.
На Hell in a Cell бился за титул СМ Панка, но проиграл (после удара в пах от судьи) и тем самым прервал полосу своих побед. Через неделю на RAW, Винс Макмэхон, при помощи Временного генерального менеджера, Вики Герреро, назначил защиту титула Чемпиона WWE, в матче тройной угрозы, СМ Панк против Райбэка против Джона Сины, на Survivor Series. На кону стоял не только Чемпионский пояс, но и тот факт, что после победы, СМ Панк продержал бы титул чемпиона WWE целый год. На Survivor Series, Панку удалось удержать Джона Сину, после вмешательства рестлеров из ростера подготовительной площадки NXT, напавших на Райбэка. На одном из выпусков RAW от 26 ноября добился от Викки Герреро поединка против СМ Панка за титул Чемпиона WWE на TLC: Tables, Ladders & Chairs. Но в конце шоу Райбэк напал на СМ Панка нанеся ему несколько травм на колене. Из-за этого СМ Панк не смог принять участие на шоу TLC: Tables, Ladders & Chairs. Но Райбэк не расстроился из-за этого факта, он начал враждовать с группировкой «Щит», по вине которой он проиграл на Survivor Series и которые нападали на него ещё на нескольких шоу RAW и SmackDown!. Он бился против группировки «Щит» (Дин Эмброус, Сэт Роллинс и Роман Рейнс) с Командными чемпионами WWE командой «Hell No» (Кейн и Дэниел Брайан). Но проиграл в этом матче. На следующий день на Slammy Awards выиграл в нескольких номинациях, в таких как «Новичок года» и «Кричалка года». 7 января на RAW бился в поединке против СМ Панка за титул Чемпиона WWE в поединке TLC: Tables, Ladders & Chairs, но проиграл из-за вмешательства группировки «Щит». Райбэк также принял участие в Королевской битве. Он вышел под номером 30, выбил Миза, Син Кару, Ортона и Шеймуса и остался один на один с Джоном Синой, но был выбит им.
4 февраля на RAW вместе с Джоном Синой и Шеймусом напали на группировку «Щит» и после этого Сина, Шеймус и Райбэк вызвали на поединок на шоу Elimination Chamber. Бой закончился победой Щита после того, как Роллинсу удалось провести удержание Райбэка. В марте на нескольких шоу RAW обменивался недружелюбными взглядами с Марком Хенри. После этого на шоу SmackDown! им назначили бой в котором по дисквалификации выиграл Райбэк после нападения «Щита», но после этого на него напал Марк Хенри проведя ему три раза «World Strongest Slam». На SmackDown! от 29 марта соревновался с Марком Хенри кто больше поднимет 100 килограммовую штангу. Райбэк как и Марк поднял штангу 53 раза, и мог больше но Хенри напал на него и не позволил сделать больше. 1 апреля на RAW атаковал Марка Хенри после его поединка с Сантино Марреллой. На следующем выпуске SmackDown! победил Примо и Эпико в гандикап матче 2 на 1. На Рестлмании 29 Райбэк проиграл Марку Генри, но после матча провёл ему жесточайший Spinebuster и свой коронный финишер Shell Shocked.
После этого на следующем RAW Марк Генри бился против Джона Сины и проиграл по отсчёту, после Марк напал на Сину и провёл ему World’s Strongest Slam, и забрал пояс. После чего вышел Райбэк и помог Джону Сине, но после этого атаковал его. На следующем RAW высказал своё мнение по поводу случившегося, он объяснил, что он доверял Джону, но когда на него нападал «Щит» Джон не помогал ему, в конце шоу они поговорили с Джоном и Райбэк ушёл, но сразу же «Щит» напали на Джона Сину и Райбэк стоял в стороне и просто наблюдал за этим. На следующем RAW вступил в конфронтацию с Миком Фоли, но на ринг выбежал Джон Сина и к ним стали выходить Дин Эмброус, Сэт Роллинс и Роман Рейнс. Джон Сина поступил так же, как с ним Райбэк, но взявши стул он избил группировку, после чего Сина выполнил на Райбэке Attitude Adjustment и ушёл. 19 мая на PPV (pay-per-view) Extreme Rules у Райбэка состоится матч против Джона Сины за титул чемпиона WWE по правилам «Одиночный поединок до последнего на ногах». После того, как на шоу Extreme Rules 2013 поединок между Райбэком и Джоном Синой по правилам «Последний Устоявший» за чемпионский пояс WWE закончился вничью, 20 мая на эпизоде RAW Райбэк въехал на арену внутри машины скорой помощи, после вылез и сообщил публике о том, что вызывает Сину на поединок со Скорой Помощью на шоу PPV Payback 2013. На другом выпуске Джон Сина предложил матч «Три стадии Ада» и Райбэк согласился. На PPV Payback проиграл Джону Сине в матче 3 стадии ада.
На RAW 14 июня победил Великого Кали и после матча попросил реванш за чемпионство WWE, но вместо этого Викки Герреро назначила матч Райбэк против Криса Джерико на PPV Money in the bank. На SmackDown! от 28 июня Райбэк победил Джастина Гэбриела, но по ходу поединка получил травму, и после поединка на него напал Джерико. На следующем RAW Райбэк проиграл Мизу, так как он не смог продолжить поединок, после поединка его вновь атаковал Крис Джерико, который сидел за комментаторским столом. На следующем SmackDown! Выиграл очередной матч против Миза, но с больной ногой. И уже на Money In The Bank выиграл матч против Криса Джерико, удержав его в «Small Package». После Райбэк напал на Джерико на SmackDown! от 19 июля. Позже Райбэк проиграл Брайану по дисквалификации ударив того об стол. Затем в поединке со столами проиграл Джону Сине. 5 августа на Raw Райбэк бился против Марка Хенри и вновь проиграл.
В августе Райбэк дебютировал под новым гиммиком, начал нападать на работников компании. Стал проводить поединки с более лёгкими оппонентами. 15 сентября на шоу Night of Champions Райбэк вошёл в альянс с Полом Хейманом и помог тому одержать победу над СМ Панком. Несмотря на то, что сам Райбэк вёл себя как хулиган, он заявил, что не любит задир, таких как СМ Панк, пообещав остановить Панка и ему подобных. 6 октября на WWE Battleground Райбэк проиграл СМ Панку в одиночном поединке. 9 сентября на официальном сайте WWE, появилась информация о том, что на Hell in a Cell состоится матч-реванш между СМ Панком и Райбэком. На следующем RAW было анонсировано, что Хейман тоже примет участие в матче и что этот матч будет по правилам «Ад в Клетке». На PPV Hell in a Cell (2013) СМ Панк победил Райбэка и Пола Хеймана. После чего Пол расстался с Райбэком и Акселем.
На PPV Survivor Series (2013) Марк Генри победил Райбэка, после чего Райбэк объединился с Кёртисом Акселем. Впоследствии был назначен четырёхсторонный командный матч за Командные чемпионства на TLC: Tables, Ladders & Chairs между чемпионами Братьями Роудсами против Настоящих Американцев против Райбэка и Кёртиса Акселя против Рея Мистерио и Биг Шоу.
На Elimination Chamber (2015) победил в заглавном матче за вакантный титул и Стал новым Интерконтинентальным чемпионом.
Матч На Battleground (2015) был отменён из-за травмы колена Райбэка на предыдущем RAW. Позже, как оказалось, у него обнаружили инфекцию стафилококка. На RAW от 22 августа Миз вызвал на ринг Дэниэла Брайана, Райбэка и Биг Шоу и начал разговаривать о матче за Интерконтинентальный титул. Потом все трое начали драться, а Дэниэл Брайан стоял около ринга. Райбэк победил всех. На SummerSlam (2015) Райбэк защитил титул от Миза и Биг Шоу.
На шоу Night Of Champions (2015) проиграл титул Кевину Оуэнсу. На Hell In A Cell (2015) дрался в матче реванше, но проиграл.

### Последние сюжетные линии и увольнение (2016)
4 февраля 2016 года на SmackDown Райбэк дебютировал в новом образе, перестав использовать майку, надев спортивные трусы. На шоу он одержал победу над Эриком Роуэном, однако затем подвёргся нападению семьи Уайаттов. На шоу Fastlane он объединился с Биг Шоу и Кейном в команду, названную Три титана, чтобы провести командный матч против Семьи Уайаттов. В матче победу одержали Титаны, причём победу своей команде принёс Райбэк, удержав на лопатках Харпера. 22 февраля во время реванша Райбэк оставил своих партнёров по команде, заявив, что устал от командных выступлений. Таким образом он совершил хил-тёрн.
7 марта на Raw Райбэк вступил в конфронтацию с чемпионом Соединённых Штатов Калисто, что и привело к их матчу за чемпионский титул на Рестлмании 32, который Райбэк проиграл. 21 апреля двое рестелров провели ещё один поединок, в котором победу одержал Райбэк. Благодаря этой победе Ривз получил ещё один шанс побороться за чемпионский титул, однако на шоу Payback вновь проиграл.
2 мая 2016 года WWE объявило, что отстранило Ривза от выступления на телевизионных шоу из-за разногласий по поводу условий контракта и отказа спортсмена участвовать на шоу Королевская битва, хотя его участие в нём было объявлено до этого. Уже на следующий день Ривз на своей страничке в Tumblr выложил своё видение произошедших событий, написав, что главными причинами его отказа была недостаточная оплата компании его работы и творческое разочарование.
5 августа 2016 года Ривз написал в своём Instagram, что он и WWE разорвали контракт. Три дня спустя WWE официально подтвердило эту информацию.

### Независимая сцена (2016 — настоящее время)
Сразу после ухода из WWE Райбэк в своём Инстаграм сообщил фанатам о том, что будет выступать на независимых рестлинг сценах. Было объявлено, что Ривз будет бороться на Rumble in Rockland в Northeast Wrestling. 25 августа — его первое появление вне WWE. В WrestlePro он выиграл чемпионат WrestlePro Tag Team с Пэтом Баком на мероприятии WrestlePro в Нью-Йорке. «Биг Гай» сделал свое первое появление в Великобритании после ухода из WWE на Revolution Pro Wrestling, победив Гидеона Грея и Риши Гоша. Райбэк появился на мероприятии WrestleCon 30 марта, где он победил Кольта Кабану, 5 августа 2017 года Райбэк победил «Swagzilla» Шона Кастома и выиграл Rock & Roll Wrestling’s World Championship. Также Райбэк в будущем планирует сразиться с японским рестлером Шинске Накамурой.

## Коронные приёмы
- Завершающие приёмы
  - Shell Shocked (Самоанский дроп с разбега)
- Любимые приёмы
  - Boulder Holder (Backpack stunner)
  - Большой ботинок (Big Boot)
  - Corkscrew Plancha
  - Double Axe Handley
  - Meat Hook Clothesline
  - Mat Slams (Thezs Press)
  - Фоллавэй-слэм (Fallaway Slam)
  - Body Splash, иногда с тёрнбакла
  - Gorila Press Slam/Drop/Toss
  - Ракетный дропкик (Missile Dropkick)
  - Spinebuster
  - Пауэрбомба, иногда после Spinebuster
  - Различные вариации пауэрслэма
    - Горила-пресс
    - Sit-Out
    - Скуп
    - Плечо к плечу
    - С разбега
    - Вертикальный (Jackhammer)

  - Различные вариации суплекса
    - Живот к животу / Через голову
    - Живот к спине
    - Choke Toss
    - Вертикальный с задержкой

## Титулы и достижения
- Heroes and Legends Wrestling
  - Чемпион HLW в тяжёлом весе (1 раз)[13][14]
- Ohio Valley Wrestling
  - Чемпион OVW в тяжёлом весе (1 раз)[15]
- Pro Wrestling Illustrated
  - Фьюд года (2010)[16] — Nexus против WWE
  - Самый ненавистный рестлер года (2010)[17] — как часть Nexus
  - Самый прогрессирующий рестлер года (2012)[18]
  - № 13 в списке 500 лучших рестлеров в журнале PWI 500 за 2013 год[19]
- Rock And Roll Wrestling
  - Чемпион мира RRW (1 раз)[20]
- Rolling Stone
  - Самые улучшенные промо (2015)[21]
- World Wrestling Entertainment
  - Интерконтинентальный чемпион WWE (1 раз)[22]
  - Slammy Award (5 раз)
    - Кричалка года (2012)[23] Feed Me More!
    - Новичок года (2012)[24]
    - Шокирующий года (2010)[25] Дебют Нексуса
    - Сейчас в тренде (2012)[26] #FeedMeMore
    - Матч года (2014) – Команда Сины против Команды Власти на Серии Выживания
- WrestlePro
  - Командный чемпион WrestlePro (1 раз) – с Пэтом Баком[27]
- Wrestling Observer Newsletter
  - Самый переоценённый (2012)[28][29]

## Интернет-мем
20 марта 2020 года Райбэк загрузил на свой канал YouTube 10-минутное видео, в котором он ест картофельные чипсы Ruffles в качестве ASMR. Видео набрало 1 миллион просмотров за один год.
Ролик был выложен на канал и, буквально за пару месяцев, приобрел неожиданную популярность как мем — сначала в Америке, потом — по всему миру.
В конце мая 2020 и 2021 годов ютуберы и тиктокеры начали помещать его в различные видеоролики и добавлять на видеовстречи в Zoom. 2 мая 2020 года ютубер lukeafk опубликовал видео, на котором он разыгрывает онлайн-классы в Zoom, за год видео набрало 3 миллиона просмотров.